# Sulfid hlinitý
Sulfid hlinitý (Al2S3) je anorganická sloučenina patřící mezi sulfidy s prvkem v oxidačním čísle III.

## Příprava
Sulfid hlinitý se připravuje snadno slučováním prvků při vysoké teplotě:
2 Al + 3 S → Al2S3.

## Reakce

### Rozklad
Za přítomnosti oxidačních činidel se sulfid hlinitý rozkládá za vzniku oxidu siřičitého:
Al2S3 + 3 O2 → 2 Al + 3 SO2

### Hydrolýza
Sulfid hlinitý ve vodě hydrolyzuje za vzniku sulfanu:
Al2S3 + 3 H2O → 3 H2S + Al2O3.
Tato reakce je značně exotermní.